# Камамбер (коммуна)
Камамбер (фр. Camembert) — коммуна в кантоне Вимутье, округе Аржантан, департаменте Орн региона Нормандия на северо-западе Франции.
Получила известность как место, где появился сыр камамбер.

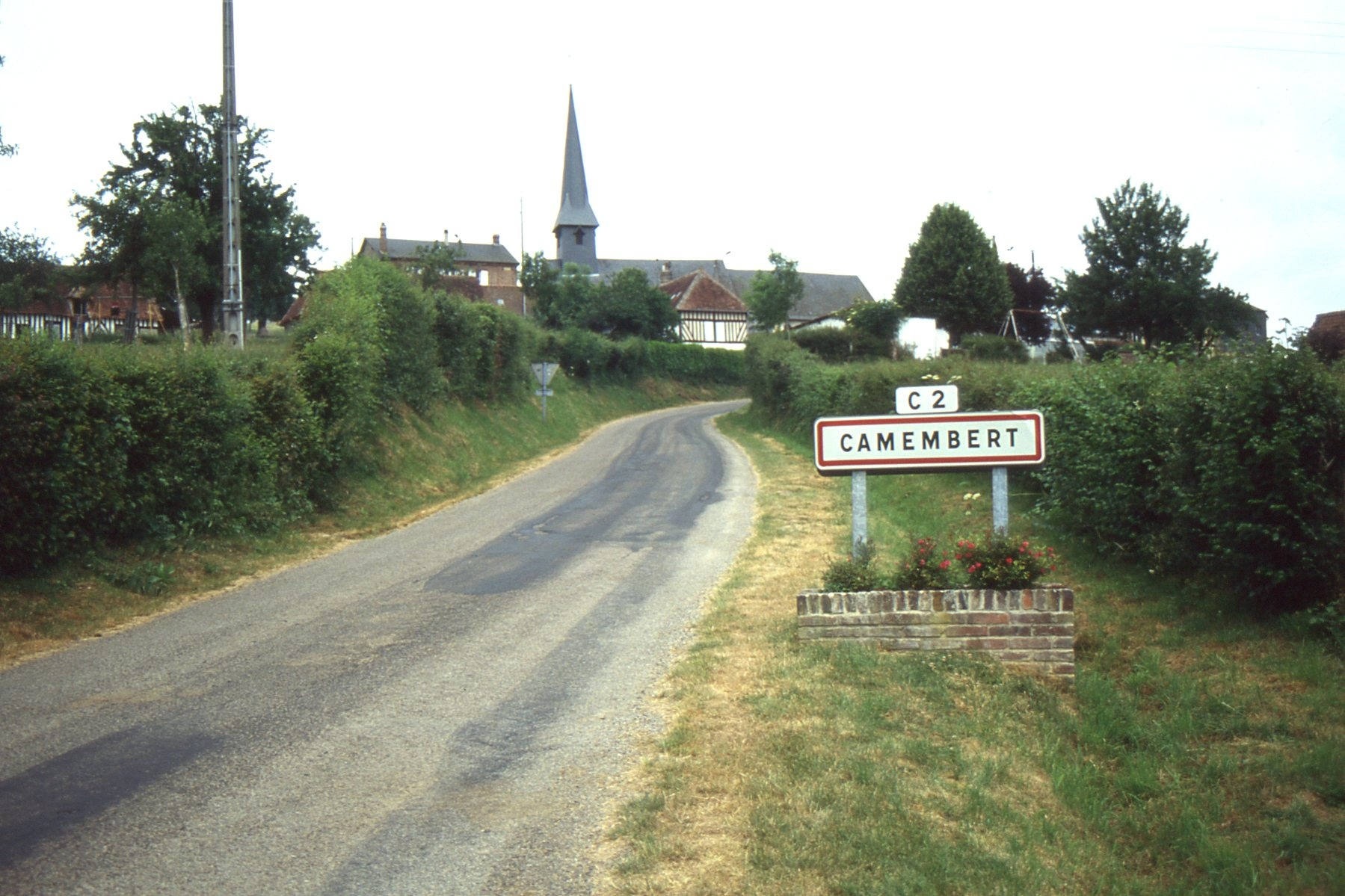
Дорога в Камамбер в пасмурную погоду

## Инфраструктура
Деревня состоит из Музея сыра (в форме сыра камамбер), ратуши (мэрии), церкви Святой Анны, фермы, дома, где жила Мари Арель (создательница сыра камамбер) и 3 других небольших домов. Площадь коммуны — 10 км².

## Расположение
Коммуна расположена в 160 км на запад от Парижа, в 55 км на юг от Кана и в 55 км на север от Алансона.

## Население
| Население Камамбера |
|                     |